# Arti
Arti – osiedle typu miejskiego w Rosji, w obwodzie swierdłowskim. W 2010 roku liczyło 12 881 mieszkańców.